# ويندسور ديفيز
ويندسور ديفيز (بالإنجليزية: Windsor Davies)‏ هو مغني وممثل بريطاني، ولد في 28 أغسطس 1930 في Canning Town ‏ في المملكة المتحدة، وتوفي في 17 يناير 2019.

## وصلات خارجية
- ويندسور ديفيز على موقع IMDb (الإنجليزية)
- ويندسور ديفيز على موقع روتن توميتوز (الإنجليزية)
- ويندسور ديفيز على موقع ألو سيني (الفرنسية)
- ويندسور ديفيز على موقع ميوزك برينز (الإنجليزية)
- ويندسور ديفيز على موقع أول موفي (الإنجليزية)
- ويندسور ديفيز على موقع قاعدة بيانات الأفلام السويدية (السويدية)
- ويندسور ديفيز على موقع أول ميوزيك (الإنجليزية)
- ويندسور ديفيز على موقع ديسكوغز (الإنجليزية)
- ويندسور ديفيز على موقع قاعدة بيانات الفيلم (الإنجليزية)
- ويندسور ديفيز على موقع كينوبويسك (الروسية)